# Barnes Football Club
Il Barnes Football Club è una società calcistica di Londra situato nell'omonimo quartiere, Il club ha avuto una grande importanza nello sviluppo del gioco nel diciannovesimo secolo.

## Storia
Il barnes venne fondato nel 1862 da Ebenezer Morley che è stato il primo capitano del club. Il club scrisse un insieme di regole risalenti al 1862 Le Rules Of Barnes Football Club che vietavano di toccare la palla con le mani e di trattenere o "colpire" un avversario.
La prima partita giocata dal Barnes fu contro il Richmond giocata al Barn Elms Park il 29 novembre 1862 vinta per 2-0. Un articolo di giornale contemporaneo descriveva il club come da poco fondato, ma che aveva già un elevato numero di membri. il 20 dicembre è hanno sfidato Il Blackheath che però aveva delle regole che permettevano un gioco molto più violento rispetto a quello del barnes che perse per 2-0.
Il Barnes è stato un membro fondatore della Football Association, con Morley che è stato eletto primo segretario dell'Associazione, e di conseguenza responsabile della stesura della sua prima serie di regole che sono state pubblicate nel dicembre 1863. Morley successivamente è stato presidente dell'organismo, e potrebbe essere definito il padre della Football Association. Il 19 dicembre 1863 Barnes giocò la sua prima prima partita secondo le regole della FA , contro il Richmond.
Il club ha preso parte alla prima FA Cup in assoluto nel 1871-1872 venendo eliminata nel secondo turno, Il Barnes ha continuato a partecipare alla coppa fino all'edizione 1885-86. Il miglior risultato venne raggiunto nel 1878-1879 quando raggiunse il terzo turno. Fu anche uno dei dieci membri fondatori della Surrey County Football Association nel 1877.
Il 27 ottobre 1900 il club vince 3-1 in amichevole contro il Racing Club de France. Il club continua poi a giocare in campionati locali.
Nel giugno 2021, Janice Kilsby e Julie Burgess, nipoti dell’ex presidente Leslie Kilsby, insieme ad alcuni appassionati locali, hanno rifondato il Barnes FC.
Nel novembre dello stesso anno sono stati raccolti 4.937 sterline per finanziare la prima stagione, di cui 1.395 sterline provenienti da Sport England. Ulteriori fondi sono stati ottenuti grazie a sponsorizzazioni con aziende locali.
Ranko Davidov ha assunto il ruolo di presidente con l’obiettivo di trasformare il club in una realtà comunitaria moderna e sostenibile. Tra i piani a medio termine figura il raggiungimento dello status di club semi-professionistico. Per la stagione 2022-23, la squadra è tornata a giocare sotto l’egida della Surrey County Football Association.
La prima squadra disputa le proprie partite casalinghe al Quintin Hogg River Fields, un impianto moderno dotato di campo in erba sintetica 3G, illuminazione artificiale, tabellone elettronico, nuovi spogliatoi, area hospitality e una tribuna con 75 posti a sedere. Le squadre giovanili partecipano alla London County Saturday Youth League, con sede presso il Barn Elms Sport Centre.
L’allenatore della prima squadra è Ben Lewis. Il club ha ottenuto rapidamente l’accreditamento FA a 1 stella e, dopo aver chiuso a metà classifica nella Division 2 della Surrey South East Combination League nella stagione 2023-24, è passato alla Kingston Premier Division, che rappresenta l’ottavo livello del sistema calcistico inglese.
Il Barnes FC è affiliato alla Surrey FA e nel 2023 ha ricevuto il premio come “Grassroots Club of the Year”..

## Cronistoria
| 1862–63 |                                                 |
| 1863–64 |                                                 |
| 1864–65 |                                                 |
| 1865–66 |                                                 |
| 1866–67 |                                                 |
| 1867–68 |                                                 |
| 1868–69 |                                                 |
| 1869–70 |                                                 |
| 1870–71 |                                                 |
| 1871–72 | Secondo turno di FA cup                         |
| 1872–73 | Primo turno di FA cup                           |
| 2022-23 | 7ª in Surrey South East Combination League Div2 |
| 2023-24 | 3ª in Kingston premier league                   |
| 2024-25 | in Kingston premier league                      |